# سهیل آشتیانی
سهیل ملکاء آشتیانی، شناگر و عضو اسبق تیم ملی نجات غریق ایران بوده است. او در ایران، اولین کسی بود که ۲۰۰ متر کرال سینه را زیر ۲ دقیقه شنا کرد.

## افتخارات
- سرمربی سابق تیم‌ملی نجات غریق و فین‌سوییمینگ ایران[۲]
- قهرمانی در مسابقات قهرمانی رده‌های سنی آسیا (اندونزی ۲۰۰۷)
- قهرمانی در مسابقات قهرمانی جهان نجات غریق (آدلاید استرالیا ۲۰۱۸)
- قهرمانی در بخش تیمی (۴ * ۲۵ متر حمل مانکن) مسابقات نجات غریق کشور (آبان ۱۳۹۸)[۳]
- نایب قهرمانی در ماده «۲۰۰ متر با مانع» مسابقات نجات غریق کشور (آبان ۱۳۹۸)[۳]